# Grote bloedbij
De grote bloedbij (Sphecodes albilabris) is een solitaire bij die voorkomt in Centraal en West-Europa en noordelijk tot aan Finland. In Nederland en België komt de soort vooral langs de kust voor en is vrij zeldzaam. De lengte van het diertje bedraagt 11 à 14 millimeter.
De grote bloedbij is koekoeksbij van de grote zijdebij (Colletes cunicularius). De vliegtijd is van maart tot september. De vrouwtjes worden met name eind mei gezien en de mannetjes met name begin augustus. De vrouwtjes overwinteren als imago. Vrouwtjes worden zelden op bloemen aangetroffen. Zij eet het eitje van de Grote zijdebij op om vervolgens in dezelfde nestcel een eigen eitje te leggen, in de buurt van de aanwezige voedselvoorraad van stuifmeel en nectar.

## Afbeeldingen

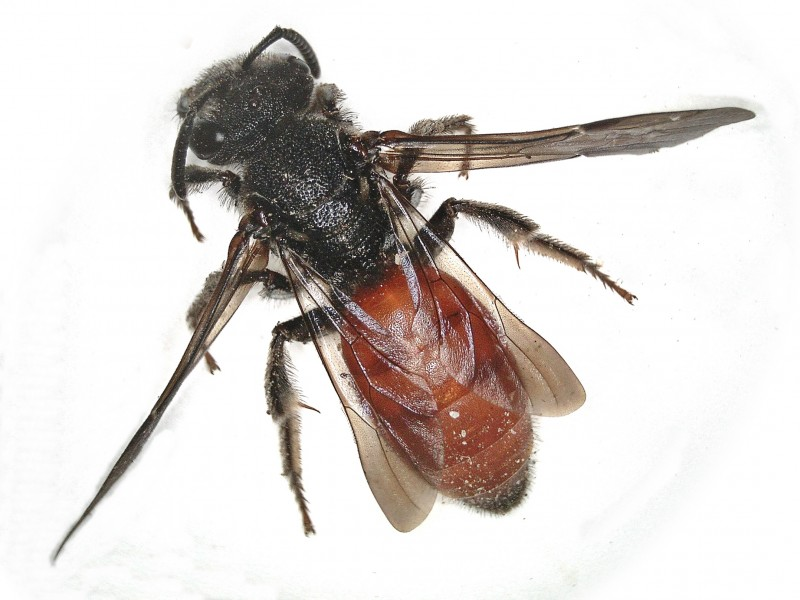
bovenkant
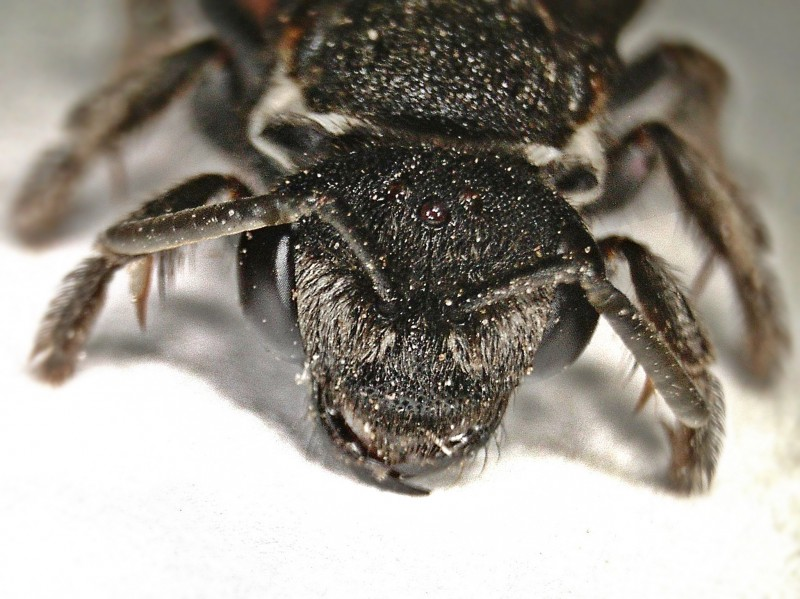
voorkant kop
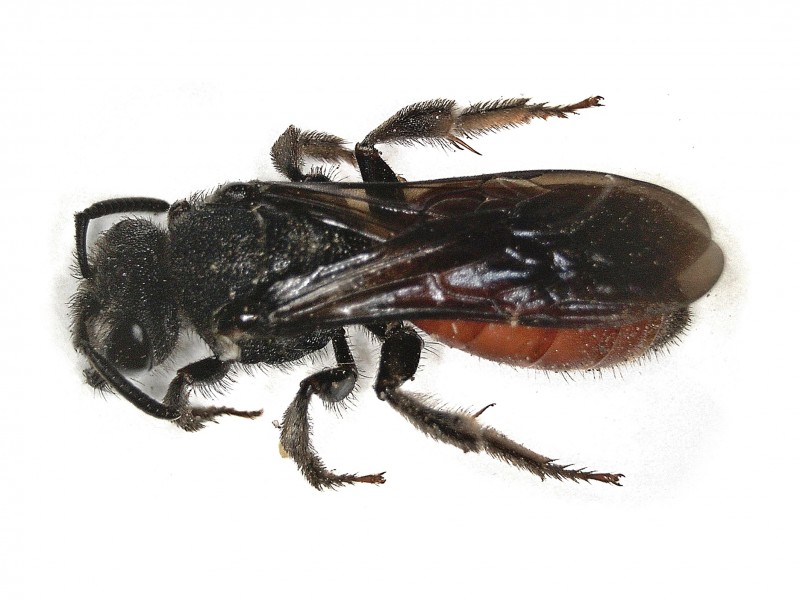
zijkant
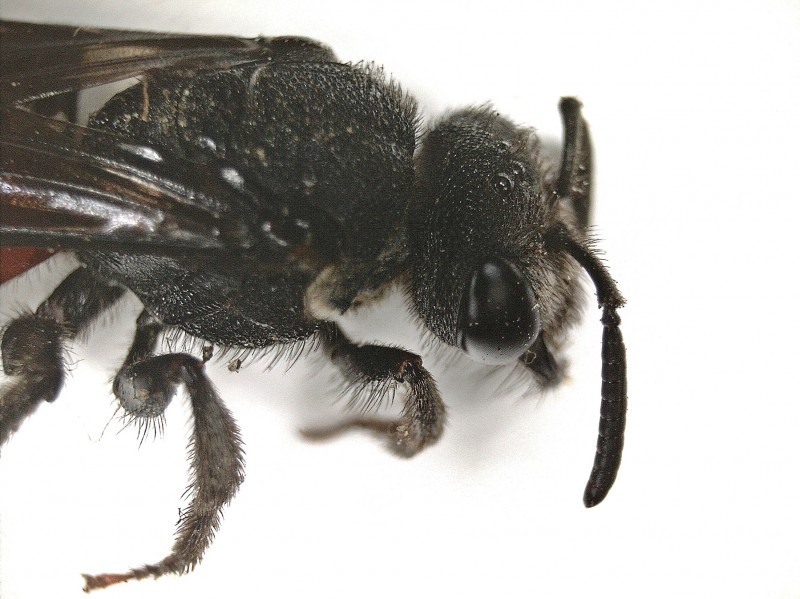
zijkant kop